# ادوین کانکا کودیچ
ادوین کانکا چودیچ (بوسنیایی: Edvin Kanka Ćudić؛ زادهٔ ۳۱ دسامبر ۱۹۸۸) مدافع حقوق بشر، رزمی کار، روزنامه‌نگار و سیاست‌مدار اهل بوسنی و هرزگوین است.